# Dawson (Pensilvania)
Dawson es un borough ubicado en el condado de Fayette en el estado estadounidense de Pensilvania. En el año 2000 tenía una población de 451 habitantes y una densidad poblacional de 1,040 personas por km².

## Geografía
Dawson se encuentra ubicado en las coordenadas 40°2′52″N 79°39′31″O / 40.04778, -79.65861

## Demografía
Según la Oficina del Censo en 2000 los ingresos medios por hogar en la localidad eran de $27,500 y los ingresos medios por familia eran $30,938. Los hombres tenían unos ingresos medios de $27,292 frente a los $25,000 para las mujeres. La renta per cápita para la localidad era de $12,753. Alrededor del 16.4% de la población estaba por debajo del umbral de pobreza.